# Viliami Tungī Mailefihi
Viliami Tungī Mailefihi (Tonga, 1 de novembro de 1888 – Tonga, 20 de julho de 1941) foi um alto chefe tonganês e príncipe consorte da rainha Salote Tupou III. Também atuou como chefe de governo entre 1923 e 1941, data da sua morte.

## Biografia
Nascido em 1 de novembro de 1888, o príncipe foi filho do alto-chefe de Tatakamotonga, Hon. Siaosi Tuku’aho, que serviu como primeiro-ministro entre 1890 e 1893 e era descendente dos reis tonganeses da linhagem Tu’i Há’atakalaua, que governaram o antigo Império Tonga. Sua família por parte de pai já governava há séculos sobre a cidade de Mu’a e sua mãe Mele Siu’ilikutapu era descendente da dinastia Fīnau ʻUlukālala, que governou por séculos a ilha de Vava’u.
Viliami foi educado em Sydney, na Austrália em 1896 e foi apontado como herdeiro-presuntivo até 1900, quando nasceu a princesa Salote, primeira filha de Jorge Tupou II. Ele representou o Reino de Tonga na coroação do rei Jorge V do Reino Unido em 1911.
Em 1916 foi selecionado entre vários outros príncipes para desposar a jovem herdeira de Tupou II, Salote, que apesar de ser 12 anos mais nova que ele, foi-lhe dada a mão da jovem de 16 anos em casamento ao jovem que na época contava com 28 anos. O casamento dos dois foi estratégico para o rei, já que devido à ascendência do príncipe, os descendentes da união com sua filha teriam o sangue das três dinastias reinantes no antigo Império Tonga.
Em 1918 o rei faleceu e a jovem princesa se tornou rainha, com Viliami sendo declarado príncipe-consorte. Ele serviria de apoio para a mesma em seus primeiros anos, já que ela sofreria com a desaprovação de uma parte do povo à sua pessoa e também com questões da Igreja local.
Foi designado como premier em 1923, posto de onde permaneceu até 1941, quando morreu aos 52 anos. Sua morte foi um golpe devastador para a rainha Salote, mas a mesma seguiu o exemplo da rainha Vitória do Reino Unido quando seu marido Alberto faleceu. Ela continuou a se dedicar ao povo mesmo com sua dor. 

## Casamento
O príncipe se casou com a princesa Salote (Futura rainha Salote Tupou III) em um ritual religioso em 19 de setembro de 1916 e logo depois em um ritual tradicional em 21 de setembro de 1916. O casal teve três filhos, ainda com três períodos de gestação da rainha que resultaram em abortos.
- Siaosi Tāufaʻāhau Tupoulahi, futuro Taufa’ahau Tupou IV (4 de julho de 1918 — 10 de setembro de 2006)
- Uiliami Tuku'aho (5 de novembro de 1920 — 28 de abril de 1936)
- Sione Ngū Manumataongo futuro Fataheti Tu’ipelehake (7 de janeiro de 1922 — 10 de abril de 1999)